# Ravnkilde Sogn
Ravnkilde Sogn er et sogn i Rebild Provsti (Viborg Stift).
I 1800-tallet var Ravnkilde Sogn anneks til Brorstrup Sogn. Begge sogne hørte til Års Herred i Aalborg Amt. De dannede sognekommune sammen med Haverslev Sogn, der også hørte til Års Herred, men var anneks til Aarestrup Sogn i Hornum Herred, også i Aalborg Amt. Trods annekteringen var Aarestrup en selvstændig sognekommune. Brorstrup-Ravnkilde-Haverslev sognekommune blev senere delt i to: Brorstrup-Haverslev og Ravnkilde. Ved kommunalreformen i 1970 blev de begge indlemmet i Nørager Kommune, der ved strukturreformen i 2007 indgik i Rebild Kommune.
I Ravnkilde Sogn findes Ravnkilde Kirke.
I sognet findes følgende autoriserede stednavne:
- Bavnehøj (areal)
- Bisgårde (bebyggelse)
- Bradstrup (bebyggelse, ejerlav)
- Damborg (bebyggelse)
- Fyrkilde (bebyggelse, ejerlav)
- Holmskov Bakke (areal)
- Kirkegårde (bebyggelse, ejerlav)
- Ladelund (bebyggelse)
- Lille Rørbæk (bebyggelse, ejerlav)
- Nysum (bebyggelse, ejerlav)
- Nysum Hede (bebyggelse)
- Nørlund Skov (areal)
- Ravnkilde (bebyggelse, ejerlav)
- Skårup (bebyggelse, ejerlav)
- Skårup Hede (bebyggelse)